# 分生组织
分生组织（meristem）指植物中具有细胞分裂与细胞分化能力的组织；分生组织细胞（meristematic cell）本身未分化、体积小且排列紧密，有着相对较大的细胞核，没有或者薄细胞壁，胞内被原生质充分填充。分生组织常见于植物的根尖生长点、茎顶生长点、茎内形成层。
分生组织是植物中有特色的一個组织。植物在理论上有着潜在的永生能力，原因是其分生组织具有全潛能性。在这个意义上，分生细胞经常与动物中的干细胞进行比较，其具有类似的行为和功能。
分生组织按“来源”分类，可划分为原分生组织（urmeristem），初生分生组织（primary meristem）和次生分生组织（secondary meristem）；按“位置”划分则有顶端分生组织（apical meristem），居间分生组织（intercalary meristem），侧生分生组织（lateral meristem）和拟分生组织（meristemoid）。

## 按来源分类

### 原分生组织
对此概念有两种不同的意见，一是认为只有原始细胞才算是原分生组织。但另一种意见认为，植物在胚胎期時，胚芽與胚根的顶端分生组织及其衍生的细胞，都可算作原分生组织。但无论怎样，原分生组织是植物一切器官组织的来源。

### 初生分生组织
原分生组织进一步分裂分化形成初生分生组织。它们在离根茎的顶端分生组织一定距离的位置可被划分为原表皮层，基本分生组织和原形成层（procambium）。它们分别进一步分化为皮系统，基本组织系统和维管系统（vascular system）。这些系统构成了植物的初生结构（primary structure），植物之一阶段的生长过程被概括为初级生长（primary growth）。

### 次生分生组织
原形成层在形成维管组织后，保留在维管束中间，在初生木质部外，初生韧皮部内，被称为维管束形成层。当植物进行次级生长（secondary growth）的时候，维管束形成层连同维管束间恢复分生能力的薄壁组织细胞共同构成维管形成层。维管形成层向内分化成次生木质部，向外形成次生韧皮部。
维管形成层的活动，使得植物根茎加粗，但也会导致植物外部的组织受此张力而崩裂。植物藉由木栓形成层形成的周皮，來替代原表皮組織。根部的木栓形成层来源于中柱鞘（pericycle），茎的木栓形成层来自维管组织外方的皮层（cortex）组织或者表皮细胞。木栓形成层向外分化出有多层细胞组成的木栓层，向内则生成单层的栓内层（phelloderm），总称为周皮（periderm）。因为人们难以区分分生组织活动是否连续，所以此概念现有被摒弃的趋势。

## 按位置分类

### 顶端分生组织

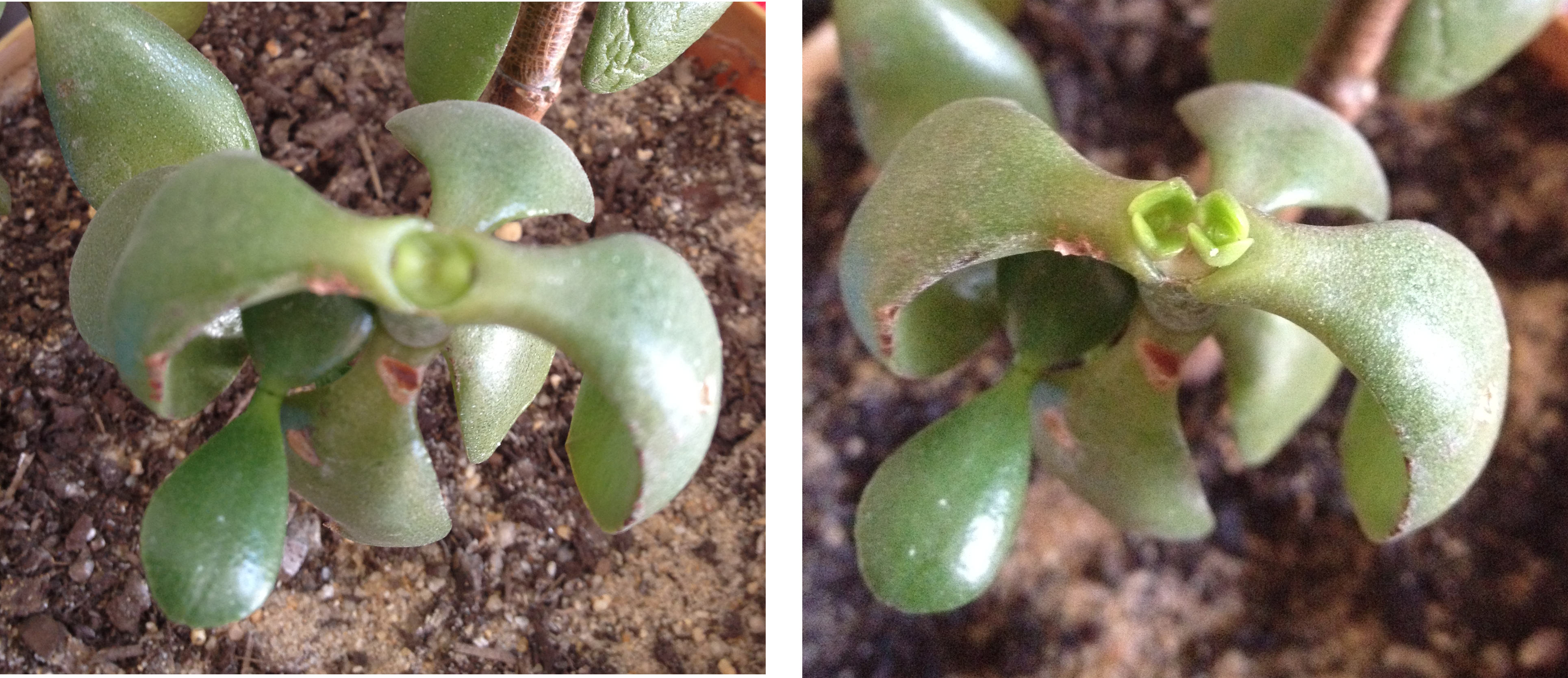
燕子掌（Crassula ovata）的顶端分生组织（左）。 十四天后，叶子已经发育（右）。

位于根茎的顶端，而侧根和侧枝也有自己的分生组织。胚胎时期的顶端分生组织是原分生组织，后来位于根茎顶端的则是属于初生分生组织。
茎顶的顶端分生组织大致可分为内外两群：外群组织各细胞大多只能平周分裂（切向分裂、周向分裂），内群组织的细胞可平周分裂，亦可垂周分裂（径向分裂）。

### 居间分生组织
位于植物体永久组织间，保持分裂能力。属于居间分生组织的有茎的节间和叶的基部具有潜在分生能力的细胞，维管束形成层，还有根的中柱鞘（Pericycle）。

### 侧生分生组织
指的是植物体轴侧面周围的一些细胞，本来在最终分化后已停止分裂活动，后来到一定时期（如次级生长）或某种情况（植物体受到损伤）。
侧生分生组织包括维管束间分生组织（interfascicular cambium），木栓形成层（cork cambium/phellogen），植物受伤后分生能力被重新激活的分生组织（wundcambium），推动某些植物非正常的次级生长和单子叶植物次级生长的分生组织。

### 拟分生组织
只具有分生能力的个别细胞，常见于皮质间。叶子的气孔器，根表皮上的根毛（由表皮的根毛细胞形成）就是拟分生组织活动的结果。

## 参看
- 干细胞
- 葉狀體
- 组织